# Modesto (Califórnia)
Modesto é uma cidade localizada no estado americano da Califórnia, sendo a sede do condado de Stanislaus. Foi incorporada em 6 de agosto de 1884.
É a cidade natal de Mark Spitz (considerado um dos maiores nadadores olímpico de todos os tempos e recordista de medalhas de ouro numa mesma Olimpíada) e de George Lucas (realizador norte-americano famoso pelas suas trilogias Star Wars e Indiana Jones); já o ator James Marsters, o Spike de Buffy e Angel, nasceu em Greenville, mas passou toda sua infância e juventude em Modesto.

## Geografia
De acordo com o United States Census Bureau, a cidade tem uma área de 96,1 km², onde 95,5 km² estão cobertos por terra e 0,6 km² por água.

## Demografia
Segundo o censo nacional de 2010, a sua população é de 201 165 habitantes e sua densidade populacional é de 2 106,60 hab/km². É a cidade mais populosa e também a que, em 10 anos, teve o menor crescimento populacional do condado de Stanislaus. Possui 75 044 residências, que resulta em uma densidade de 785,86 residências/km².